# Station Wierchomla Wielka
Station Wierchomla Wielka is een spoorwegstation in de Poolse plaats Wierchomla Wielka.